# Хвайр

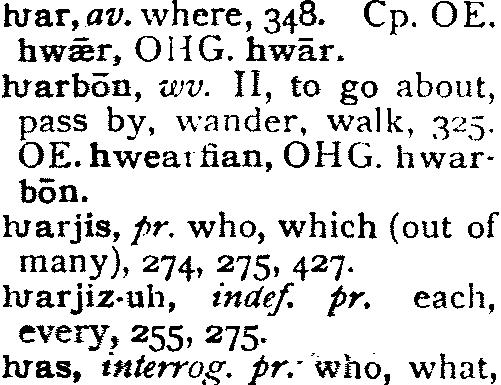
Слова с буквой Ƕair в Грамматике готского языка Д. Райта (1910)

Ƕair (также hwair, huuair, hvair) — название готской буквы 𐍈, обозначающей звук [hʷ] или [ʍ] (инверсия английского диграфа wh). Ƕair — также название латинской лигатуры Ƕ ƕ.

## Название
Название этой готской буквы записано Алкуином в Codex Vindobonensis 795 как uuaer. Значение буквы ƕair было, вероятно, «котелок, котёл» (ср. ƕairnei «череп»).
В старейшем руническом алфавите Elder Futhark не было знака для этой фонемы, поэтому, в отличие от большинства готских букв, в древнегерманской письменности не было руны с соответствующим названием.

## Звук
Готский звук ƕ является отражением прагерманского *xʷ, который, в свою очередь продолжает индоевропейскую лабиализованную заднеязычную согласную *kʷ в соответствии с законом Гримма. Эта фонема в древнеанглийском и древневерхненемецком языках записывалась как hw.

## Транслитерация
Готская буква 𐍈 транслитерируется латинской лигатурой Ƕ ƕ, которая была введена филологами около 1900 года для замены диграфа hv, который ранее использовался для выражения фонемы, обозначаемый готской буквой.

## Юникод
Следует обратить внимание, что кодировка Unicode написанных на латинице слов «Hwair» и «Hv» различается.